# Гидроксид таллия(III)
Гидроксид таллия(III) — неорганическое соединение, гидроксид металла таллия с формулой Tl(OH)3, красновато-коричневый аморфный осадок, не растворимый в воде. Основный гидроксид.

## Получение
- Действием щелочи на растворимые соли трёхвалентного таллия:

{\displaystyle {\mathsf {Tl_{2}(SO_{4})_{3}+6NaOH\ \xrightarrow {} \ 2Tl(OH)_{3}\downarrow +\,3Na_{2}SO_{4}}}}
осадок состоит из полигидрата оксида таллия(III) Tl2O3•nH2O.
- или окислением катиона Tl+ в щелочной среде красной кровяной солью:

{\displaystyle {\mathsf {Tl_{2}SO_{4}+6KOH+4K_{3}[Fe(CN)_{6}]\ \xrightarrow {} \ 2Tl(OH)_{3}\downarrow +\,K_{2}SO_{4}+4K_{4}[Fe(CN)_{6}]}}}
- Взаимодействие галогенидов таллия(III) с водой

{\displaystyle {\ce {TlF3 + 3H2O -> Tl(OH)3 + 3HF}}}

## Физические свойства
Гидроксид таллия(III) образует коричневый аморфный осадок, не растворимый в воде и щелочах.

## Химические свойства
- При незначительном нагревании переходит в метагидроксид таллия:

{\displaystyle {\mathsf {Tl(OH)_{3}\ {\xrightarrow {}}\ TlO(OH)+H_{2}O}}}
- При кипячении полностью разлагается:

{\displaystyle {\mathsf {2Tl(OH)_{3}\ {\xrightarrow {100^{o}C}}\ Tl_{2}O_{3}+3H_{2}O}}}
- Взаимодействие с кислотами:

{\displaystyle {\ce {2Tl(OH)3 + 3H2SO4 -> Tl2(SO4)3 + 6H2O}}}